# Liste der Monuments historiques in Frampas
Die Liste der Monuments historiques in Frampas führt die Monuments historiques in der französischen Gemeinde Frampas auf.

## Liste der Objekte
| Bezeichnung | Beschreibung                                                    | Standort                           | Kennzeichnung | Schutzstatus | Datum | Bild |
| ----------- | --------------------------------------------------------------- | ---------------------------------- | ------------- | ------------ | ----- | ---- |
| Taufbecken  | mit Darstellungen der vier Evangelisten; Stein, 17. Jahrhundert | in der Kirche Ste-Madeleine (Lage) | PM52000476    | Classé       | 1965  |      |